# Henry Blumenfeld
Pour les articles homonymes, voir Blumenfeld.
Henry Blumenfeld (Harry, Andreï, Hendrick) (en russe : Блюменфельд, Генрих Матвеевич), né en 1893, à New York, aux États-Unis et mort en 1920, à Penza, en URSS, est un peintre russe, participant au mouvement pictural moscovite du Valet de Carreau et membre de l'avant-garde de Penza durant les années 1918-1920.

## Famille
Henry Blumenfeld est né à New York dans une famille juive d'émigrants de l'Empire russe. Son frère aîné, Alexandre Blumenfeld (1889-1942), participe aux mouvements révolutionnaires en Russie et meurt dans un camp de travail pénitentiaire. Son autre frère, l'écrivain et dramaturge Benjamin Blumenfeld (pseudonyme : Benjamin Kortchemni) (1884-1939), a vécu dans les milieux de l'immigration à Paris.
En 1915, il se convertit au rite orthodoxe et prend le prénom d'Andreï. Il épouse la peintre Antonina Sofronova (ru). Leur fille Irina Blumenfeld-Evstafieva (1917-2001) deviendra également artiste peintre.

## Biographie

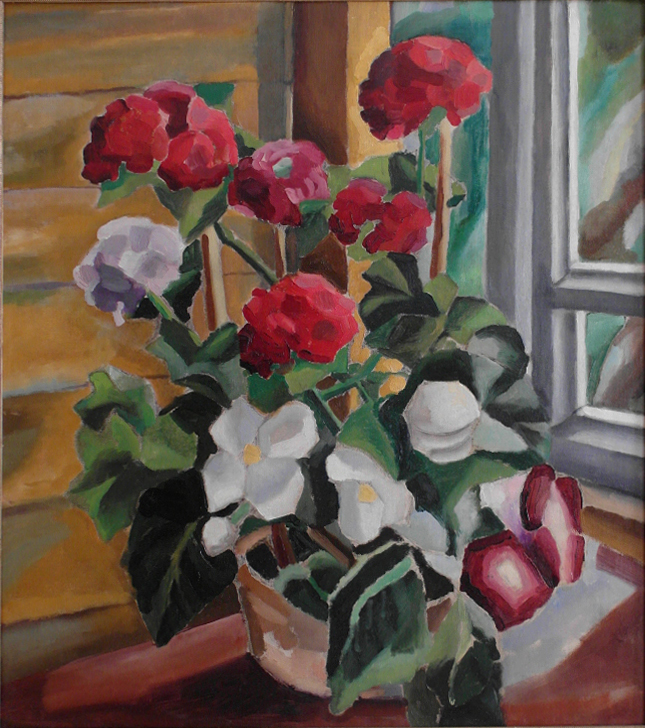
A Blumenfeld, nature morte Les Hortensias, 1911, huile, toile, dimension 95×84 cm

À Moscou, il étudie au gymnasium Polivanov. Il suit des cours de dessin et de peinture notamment auprès du peintre et architecte Andreï Beloborodov (1886, Toula — 1965, Rome), et aussi de Vassili Mate. Sans terminer ses études secondaires, il part à Paris étudier à l'académie libre auprès de Maurice Denis.
En 1911, à Munich, il étudie la peinture au studio Shvegerl et également la sculpture sur le conseil de Lili Brik. Dans les années 1910, il noue des contacts étroits avec Alexandre Blok, Vladimir Maïakovski, David Bourliouk et Vladimir Bourliouk, les maîtres du Valet de Carreau, Ilia Machkov, Piotr Kontchalovski, Aristarkh Lentoulov.
Il doit être soigné pour la tuberculose à partir de 1914 et se retrouve dans plusieurs sanatoriums en Crimée et en Finlande. Il expose des œuvres en Finlande à Halila et à Kangasala, où sa peinture est très appréciée par le peintre finlandais Anti Foven.
Son Journal, comprenant des notes sur l'art, est lu par le philologue russo-polonais Jan Niecisław Baudouin de Courtenay.
Après la révolution d'Octobre, il s'installe à Petrograd. Puis il retourne à Moscou où il est engagé en tant qu'étudiant, puis comme professeur, dans l'atelier d'Ilia Machkov (1881-1941), où il se voit confier des cours sur la théorie de la peinture. Il rencontre également chez Machkov le poète Vladimir Maïakovski. En 1913, il fait la connaissance de sa future épouse à l'atelier d'Ilia Machkov, la peintre Antonina Sofronova (1892-1966), qu'il épouse en 1915. La même année, trois jours après son mariage, il est appelé dans l'armée à Moscou, du fait du début de la Première Guerre mondiale. De leur union naîtra leur fille Irina Blumenfeld-Evstafieva (1917-2001), qui deviendra aussi artiste peintre.
À Penza, en 1918, le commissaire aux Beaux-Arts E. V. Ravdel, peintre et sculpteur, réorganise l'école des Beaux-Arts D. Seliverstov (fondée en 1898) en un atelier artistique libre d'État. Blumenfeld y est invité comme professeur en 1918-1920. Il y donne des cours fort appréciés du public sur les théories artistiques et l'histoire de l'art.
Henry Blumenfeld meurt à Penza de la tuberculose à la fin du mois d'avril 1920, à l'âge de 27 ans. Il est inhumé dans le cimetière du monastère pour homme de la Transfiguration.

## Création

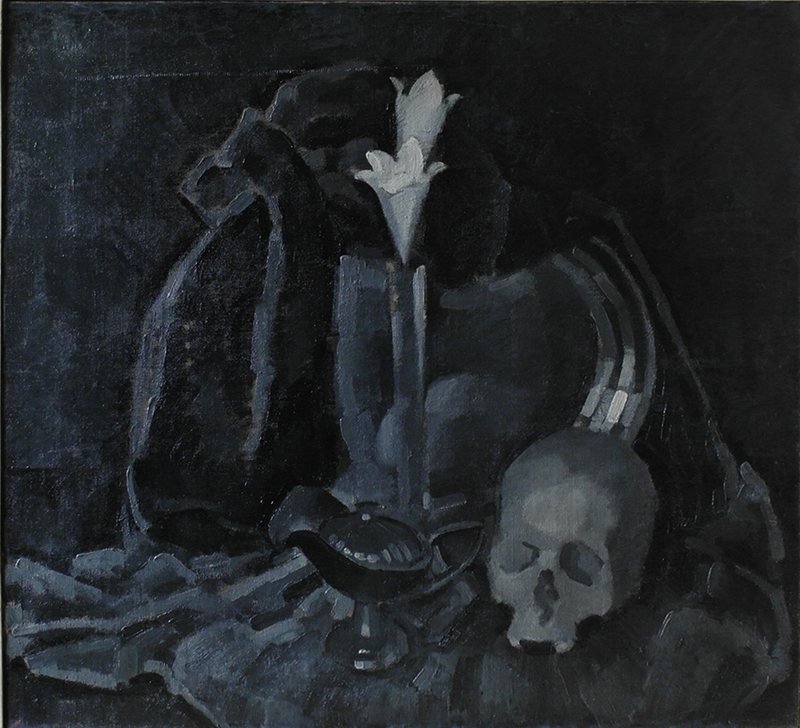
Nature morte, Crâne, papier, 1918, huile sur toilede.

Après ses séjours à Paris et ensuite dans les ateliers d'Ilia Machkov, Blumenfeld développe des traditions du postimpressionnisme. Il participe à des expositions du mouvement Mir iskousstva. Sa recherche artistique prend place dans l'esthétique dominante menée par le groupe artistique Valet de Carreau (1910-1917).
Il centre son attention sur la résolution des problèmes artistiques à partir de la nature morte. Si dans ses premières œuvres (Les Hortensias, huile sur toile 1911-?) la luminosité et la multiplicité des couleurs est présente dans l'esprit du Valet de Carreau, plus tard, il tente aussi la monochromie pour des sujets plus conventionnels de nature morte (Nature morte à la saucière blanche, huile sur toile, 1918 ; Nature morte avec crâne, huile sur toile, 1918) mais aussi des paysages (Paysage d'hiver en Finlande, huile sur toile, 1917, galerie artistique de Penza).

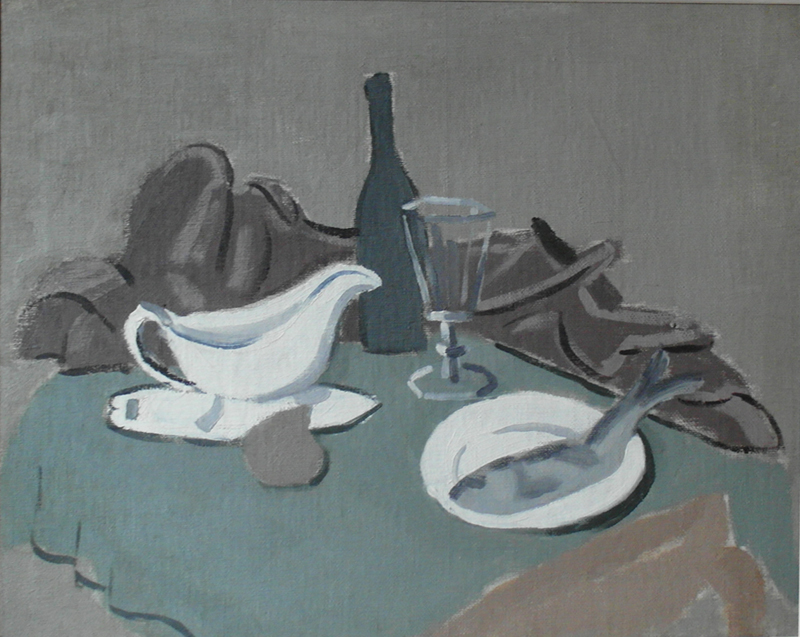
Nature morte à la saucière blanche, 1918, huile sur toile de.

La plupart des œuvres de Blumenfeld n'ont pas été conservées et il est difficile d'apprécier l'ensemble de son travail d'artiste. Sa maturité créative précoce suscite de l'intérêt à propos de ses sources d'influence et de son influence personnelle sur, par exemple, des peintres tels qu'Ilia Machkov, faisant de lui un artiste prometteur mort trop jeune.

### Expositions
- Mir iskousstva
- 1913 participe au troisième groupe d'exposition du Valet de Carreau (au début à Moscou avec 6 toiles, puis à Saint-Pétersbourg avec 9 dessins).
- 1917 à Helsinforsk, salon Stindberg (Finlande)

### Collections
- Galerie de peintures C. Savitski de l'oblast de Penza
- Collections privées